# Дуліаджан – Намруп – Лаква
Дуліаджан – Намруп – Лаква – газотранспортний коридор на північному сході Індії, у штаті Ассам.
Ще наприкінці 19 століття у штаті Ассам виявили поклади нафти. Під час розробки родовищ отримували суттєві обсяги попутного газу, який тривалий час не використовувався. Нарешті, в 1960-х роках узялись за монетизацію цього ресурсу і в 1967-му ввели в дію газопровід завдовжки два з половиною десятки кілометрів та діаметром 350 мм від центру нафтовидобувної промисловості Дуліаджан до ТЕС Намруп.
Невдовзі – у 1969-му – в тому ж Нампрупі стала до ладу перша черга заводу азотних добрив, яку в 1976 та 1987 роках доповнили другою та третьою чергами. Живлення цього заводу забезпечували три нитки Дуліаджан – Нампрум завдовжки 25 – 26 км, дві з яких мали діаметр 350 мм, тоді третя була виконана в діаметрі 400 мм. 
Нарешті, в 1976-му у Намрупі почав роботу завод метанолу, який отримує природний газ по перемичці завдовжки 1 км та діаметром 100 мм від ТЕС Намруп.
Асоційований газ має низький тиск, тому для підкачки його зазначеним вище трьом споживачам у Дуліаджан спорудили компресорну станцію, що піднімала тиск з 1,03 Мпа до 1,48 МПа. Перший агрегат станції став до ладу в 1971-му. Втім, 400-мм нитка до заводу добрив призначена для подачі газу з низьким тиском. 
В середині 1980-х проклали чергову нитку, яка була значно довша за попередні – 81 км, мала діаметр 400 мм та прямувала по маршруту Дуліаджан – Намруп – Лаква до нової ТЕС Лаква. Крім того, доправлений до Лаква газ могли використовувати для живлення газорозподільчих мереж міст Джорхат та Гологхат (ща далі на захід від Лаква), до яких вів трубопровід завдовжки 117 км.
На початку 2000-х років реалізували два проекти з модернізації газотранспортного коридору на ділянці Дуліаджан – Намруп:
- в 2002-му вивели з експлуатації одну з двох старих ниток діаметром 350 мм до заводу азотних добрив, що стало можливим завдяки спорудженню нової нитки завдовжки 25 км та діаметром 400 мм;
- в 2004-му на заміну старій нитці до ТЕС Намруп спорудили нову завдовжки 25 км з діаметром 500 мм. Частина доправленого нею ресурсу могла передаватись далі на ТЕС Лаква.